# José Antonio Pavón y Jiménez
José Antonio Pavón y Jiménez, též José Antonio Pavón, (22. dubna 1754 Casatejada, provincie Cáceres, Španělsko – ? 1840 Madrid) byl španělský botanik a taxonom známý zejména svým výzkumem květeny Peru a Chile v rámci španělské botanické expedice do místokrálovství Peru v letech 1777–1788.
V době vlády krále Karla III. vyslalo Španělsko do Nového světa tři velké botanické expedice. První z nich se zúčastnili také botanici José Antonio Pavón Jiménez a Hipólito Ruiz López. Pavón Jiménez však již měl na rozdíl od Ruize Lópeze dokončená studia farmakologie.
Španělský botanik Antonio José Cavanilles pojmenoval na počest José Antonia Pavóna Jiméneze botanický rod Pavonie (Pavonia) jeho jménem. Připomínají ho i rostliny, jejichž binomické jméno nese druhový přívlastek pavonii.

## Výprava

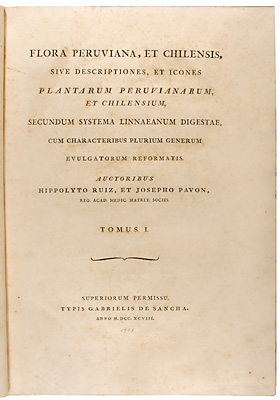
Titulní strana Flora Peruviana, et Chilensis

Expedice vyplula roku 1777 z Cádizu a do Limy dorazila v dubnu 1778. Její členové zkoumali území dnešního Peru a Chile po celých 10 let (1778–1788). Sbírali přitom vzorky a zakládali herbáře. Celkem nasbírali 3000 rostlinných vzorků a vytvořili 2500 botanických ilustrací v životní velikosti. Do Španělska s sebou přivezli množství živých květin.
Jedním z léčebných prostředků, jež výprava přivezla z Ameriky, byl odvar z výhonků komule Buddleja incana, jíž domorodci léčili nachlazení a bolesti zubů.
Nasbíraný materiál dorazil do Cádizu v roce 1788, převážně v dobrém stavu, a byl uložen v Královské botanické zahradě v Madridu (Real Jardín Botánico de Madrid) a v Kabinetu přírodní historie (Gabinete de Historia Natural), který byl předchůdcem Muzea přírodní historie. Mezi těmito vzorky bylo 150 nových rodů a 500 nových druhů rostlin, jež dodnes nesou jména, která jim dali Ruiz a Pavón. Bohužel část sbírky obsahující 53 beden s 800 ilustracemi, sušenými rostlinami, semeny, vzorky pryskyřic a minerály byla nenávratně ztracena, když loď, která je vezla, ztroskotala u portugalského pobřeží.
José Antonio Pavón Jiménez zpracoval herbáře, jež byly od roku 1831 uloženy v herbáriích Královské botanické zahrady a Kabinetu přírodní historie v Madridu. Etnografický materiál získaný expedicí je dnes uložen v Muzeu Ameriky v Madridu.
Standardní botanická zkratka José Antonia Pavóna Jiméneze v autoritních údajích u vědeckých jmen botanických taxonů je Pav.
Pro označení botanické dvojice Hipólito Ruiz López a José Antonio Pavón Jiménez se v autoritních údajích u vědeckých jmen botanických taxonů standardně používá zkratka Ruiz & Pav.

## Španělské botanické výpravy
Ony tři velké botanické expedice, které Španělsko vyslalo za vlády krále Karla III. do Nového světa, byly: Ruizova a Pavónova do místokrálovství Peru (1777–1788), Mutisova do místokrálovství Nová Granada (1783–1808) a Lacastova do místokrálovství Nové Španělsko (1787–1803).